# A Bloody Lucky Day
A Bloody Lucky Day (koreanischer Originaltitel: 운수 오진 날) ist eine südkoreanische Serie, basierend auf dem gleichnamigen Webtoon von Aporia. Die Uraufführung der Serie fand im Oktober 2023 im Rahmen der 28. Ausgabe des Busan International Film Festival statt. Im südkoreanischen Fernsehen erfolgte die Erstausstrahlung der Serie vom 20. November 2023 bis zum 19. Dezember 2023 auf dem Pay-TV-Sender TVN. Der südkoreanische Streamingdienst TVING veröffentlichte die Episoden 1–6 am 24. November 2023, gefolgt von der Veröffentlichung der Episoden 7–10 am 8. Dezember 2023. Im deutschsprachigen Raum fand die Erstveröffentlichung der Serie am 1. Februar 2024 auf Paramount+ statt.

## Handlung
Oh Taek ist in seinen Fünfzigern und verdient den Lebensunterhalt für sich und seine Familie als Taxifahrer. Aufgrund der List eines vermeintlichen Freundes ist er hoch verschuldet. Die daraus resultierenden Probleme haben schließlich zum Auseinanderbrechen seiner Familie geführt. Oh Taek träumt davon, seine Familie wieder zu vereinen und die Beziehung zu seiner Tochter zu verbessern. Und dann ergibt sich eines schönen Tages für ihn eine Gelegenheit, die auf den ersten Blick wie ein Geschenk des Himmels erscheint. Ein Mann namens Geum Hyuk-soo bietet ihm 1 Million Won, wenn Oh Taek ihn in die weit entfernte Hafenstadt Mokpo befördert. In der Hoffnung, dass er mit dem Geld das Studium seiner Tochter finanzieren kann, erklärt sich Oh Taek bereit, Geum Hyuk-soo nach Mokpo zu fahren. Dass sich diese Entscheidung noch als der größte Fehler seines Lebens entpuppen wird, ahnt Oh Taek zu diesem Zeitpunkt noch nicht. Denn Geum Hyuk-soo ist kein gewöhnlicher Fahrgast, der ein überaus großzügiges Trinkgeld in Aussicht stellt, sondern ein Serienmörder, der auf der Flucht ist. Doch als Oh Taek die wahre Natur von Geum Hyuk-soo erkennt und sich seiner Situation bewusst wird, ist es bereits zu spät, und es beginnt ein Kampf ums Überleben, der noch viele überraschende sowie schockierende Wendungen nehmen wird. Währenddessen wird Hwang Soon-gyu mit dem Tod ihres Sohnes Nam Yoon-ho konfrontiert. Die Polizei stuft den Todesfall als Selbstmord ein und will keine weiteren Ermittlungen anstellen, obwohl Hwang Soon-gyu Beweise vorlegt, die diese Theorie widerlegen und eine neue Spur eröffnen. Da die Polizei untätig bleibt, nimmt Hwang Soon-gyu die Sache selbst in die Hand und macht sich, getrieben von tiefer Trauer und dem Wunsch nach Rache, auf die Suche nach dem Mörder ihres Sohnes, denn sie ist Geum Hyuk-soo auf die Schliche gekommen.

## Besetzung und Synchronisation
Die deutschsprachige Synchronisation entstand nach den Dialogbüchern von Katharina Seemann und Christos Topulos sowie unter der Dialogregie von Martin May durch die Synchronfirma EuroSync in Berlin.

### Hauptdarsteller
| Rolle          | Schauspieler  | Synchronsprecher  |
| -------------- | ------------- | ----------------- |
| Oh Taek        | Lee Sung-min  | Frank Röth        |
| Geum Hyuk-soo  | Yoo Yeon-seok | Nicolas Rathod    |
| Hwang Soon-gyu | Lee Jung-eun  | Susanne Sternberg |

### Nebendarsteller
| Rolle                        | Schauspieler   | Synchronsprecher     |
| ---------------------------- | -------------- | -------------------- |
| Oh Seung-mi                  | Jung Chan-bi   | Julia Bautz          |
| Kim Joong-min                | Jeong Man-sik  | Jaron Löwenberg      |
| Jang Mi-rim                  | Woo Mi-hwa     | Elena Wilms          |
| Go Joo-hwan                  | Choi Deok-moon | Hans Hohlbein        |
| Yang Seung-taek              | Tae Hang-ho    | Hanns-Jörg Krumpholz |
| Yoon Se-na                   | Han Dong-hee   | Betty Förster        |
| Park Sung-il                 | Nam Yoon-ho    | Vincent Fallow       |
| Lee Ji-eun                   | Lee Hwa-jung   | Dina Kürten          |
| Choi Joon-ho                 | Kim Joon-sik   | Martin May           |
| Oh Seung-hyun                | Hong Xa-bin    | Sebastian Fitzner    |
| Nam Yoon-ho                  | Lee Kang-ji    | David Turba          |
| Gong Cheon-seok              | Joo Yeon-woo   | Tim Schwarzmaier     |
| Jung Yi-deun                 | Park Hwan-seok | Tobias Diakow        |
| Go Chae-ri                   | Gi Eun-su      | Derya Flechtner      |
| No Hyeon-ji                  | Oh Hye-won     | Lin Gothoni          |
| Joon-seok                    | In Gyu-sik     | Robert Levin         |
| Großmutter von Geum Hyuk-soo | Won Mi-won     | Marianne Groß        |
| Frau von Go Joo-hwan         | Yoon Hyun-gil  | Sabine Falkenberg    |
| Psychiater von Geum Hyuk-soo | Choi Sung-won  | Johann Fohl          |
| Der echte Geum Hyuk-soo      | Ahn Hyun-ho    | Sebastian Kluckert   |
| Teamleiter                   | Shin Hyun-jong | Lutz Schnell         |

### Gastdarsteller
| Rolle           | Schauspieler   | Synchronsprecher  |
| --------------- | -------------- | ----------------- |
| Jun Hyun-moo    | Jun Hyun-moo   | Oliver Kalkofe    |
| Richter         | Im Yong-soon   | Uwe Büschken      |
| Wohnmobilfahrer | Park Jin       | Tino Kießling     |
| Herr Baek       | Yoon Sang-hwa  | Bernd Vollbrecht  |
| Anwalt          | Jeon Woon-jong | Peter Flechtner   |
| Kommissar       | Kim Moon-chan  | Boris Tessmann    |
| Hausbesitzerin  | Kim So-sook    | Sabine Walkenbach |
| Polizist        | Jang Ji-yong   | Uwe Büschken      |
| Herr Jung       | Kim Jae-bum    | Boris Tessmann    |
| Richter         | Kim Sung-yong  | Peter Flechtner   |

## Episodenliste
| Nr. | Deutscher Titel                  | Originaltitel             | Erstausstrahlung (TVN) | Erstveröffentlichung (TVING) | Deutschsprachige Erstveröffentlichung (Paramount+) |
| --- | -------------------------------- | ------------------------- | ---------------------- | ---------------------------- | -------------------------------------------------- |
| 1   | Der Taxifahrer                   | 택시 드라이버             | 20. Nov. 2023          | 24. Nov. 2023                | 1. Feb. 2024                                       |
| 2   | Gute Leute sind schwer zu finden | 좋은 사람은 찾기 힘들다   | 21. Nov. 2023          | 24. Nov. 2023                | 1. Feb. 2024                                       |
| 3   | Alles hat seinen Preis           | 모든 일에는 대가가 따른다 | 27. Nov. 2023          | 24. Nov. 2023                | 1. Feb. 2024                                       |
| 4   | Schaf und Wolf                   | 양과 늑대                 | 28. Nov. 2023          | 24. Nov. 2023                | 1. Feb. 2024                                       |
| 5   | Der lachende Mann                | 웃는 남자                 | 4. Dez. 2023           | 24. Nov. 2023                | 1. Feb. 2024                                       |
| 6   | Was passiert, passiert           | 일어날 일은 일어난다      | 5. Dez. 2023           | 24. Nov. 2023                | 1. Feb. 2024                                       |
| 7   | Die Suche                        | 불행은 이유를 묻지 않는다 | 11. Dez. 2023          | 8. Dez. 2023                 | 1. Feb. 2024                                       |
| 8   | Ein Glückstag                    | 운수 좋은 날              | 12. Dez. 2023          | 8. Dez. 2023                 | 1. Feb. 2024                                       |
| 9   | Auge um Auge, Zahn um Zahn       | 눈에는 눈, 이에는 이      | 18. Dez. 2023          | 8. Dez. 2023                 | 1. Feb. 2024                                       |
| 10  | Hoch gepokert                    | 삶이 그대를 속일지라도    | 19. Dez. 2023          | 8. Dez. 2023                 | 1. Feb. 2024                                       |